# Hugo de Briel
Hugo de Briel, en la literatura antigua Hugo de Bruyères, fue un caballero francés y el segundo señor de la Baronía de Karitena del Principado de Acaya, en la Grecia franca.
Proveniente de Briel-sur-Barse en la provincial francesa de Champaña, Hugo heredo la Baronía de Karitena alrededor de 1222 de su hermano, Renaud de Briel. Hugo se casó con Alicia de Villehardouin, la hija del príncipe de Acaya, Godofredo I de Villehardouin. Hugo de Briel murió a comienzos de 1238, y fue sucedido por su hijo Godofredo.